# Liste der Kulturdenkmäler in Enkenbach-Alsenborn
In der Liste der Kulturdenkmäler in Enkenbach-Alsenborn sind alle Kulturdenkmäler der rheinland-pfälzischen Ortsgemeinde Enkenbach-Alsenborn aufgeführt. Grundlage ist die Denkmalliste des Landes Rheinland-Pfalz (Stand: 21. Juli 2023).

## Denkmalzonen
| Bezeichnung                 | Lage                                                        | Baujahr                 | Beschreibung | Bild            |
| --------------------------- | ----------------------------------------------------------- | ----------------------- | --- | --------------- |
| Denkmalzone Daubenbornerhof | Enkenbach, südwestlich des Ortes (Daubenbornerhof 1–5) Lage | 18. bis 20. Jahrhundert | gut erhaltene Hofanlagen vom 18. bis zum Anfang des 20. Jahrhunderts, die Wirtschaftsgebäude oft aus unverputztem Rotsandstein; gepflasterte Hofräume; Friedhof, zweite Hälfte des 19. Jahrhunderts | Fotos hochladen |

## Einzeldenkmäler
| Bezeichnung                         | Lage                                                                 | Baujahr                              | Beschreibung | Bild                           |
| ----------------------------------- | -------------------------------------------------------------------- | ------------------------------------ | --- | ------------------------------ |
| Orthsches Haus                      | Alsenborn, Alsenzstraße 1 Lage                                       | 1753/54                              | spätbarockes Herrenhaus, Mansarddachbau, 1753/54, klassizistisches Portal; Wirtschaftsgebäude, erste Hälfte des 18. Jahrhunderts; Garten und Hofmauer, dort Pforte bezeichnet 1600; bauliche Gesamtanlage                                        | Fotos hochladen                |
| Kriegerdenkmäler                    | Alsenborn, Burgstraße, auf dem Friedhof Lage                         | 20. Jahrhundert                      | Kriegergedächtniskapelle 1914/18, neuklassizistische Rotunde, bezeichnet 1921; Kriegerdenkmal 1849, 1866 und 1870/71, Löwe, Sandstein, Porträt-Relief des Prinzregenten Luitpold, Bronze, um 1900                                                | Fotos hochladen                |
| Villa                               | Alsenborn, Rosenhofstraße 56 Lage                                    | 1920er Jahre                         | Walmdach-Villa, Turmrisalit, 1920er Jahre | Fotos hochladen                |
| Kutschenhaus Ritter                 | Alsenborn, Rosenhofstraße 73 Lage                                    | um 1914                              | zweiflügeliger späthistoristischer Krüppelwalmdachbau, teilweise Fachwerk, um 1914 von Otto Schellhaaß, Kaiserslautern; Remise | Fotos hochladen                |
| Protestantische Pfarrkirche         | Alsenborn, Rosenhofstraße 95 Lage                                    | Mitte des 13. Jahrhunderts           | ehemals St. Vitus; barocker Saalbau, 1733, Chorturm aus der Mitte des 13. Jahrhunderts, 1686 aufgestockt, Schieferhaube wohl von 1733 | weitere Bilder Fotos hochladen |
| Alte Schule                         | Alsenborn, Rosenhofstraße 104 Lage                                   | 1823/24                              | ehemalige Schule; langgestreckter zweiteiliger Walmdachbau, 1823/24 | weitere Bilder Fotos hochladen |
| Hofanlage                           | Alsenborn, Rosenhofstraße 106 Lage                                   | 1798                                 | große Hofanlage; spätbarocker Krüppelwalmdachbau, bezeichnet 1798 | Fotos hochladen                |
| Haus Althoff                        | Alsenborn, Rosenhofstraße 108 Lage                                   | 1728                                 | eingeschossiger barocker Mansardwalmdachbau über Hochkeller, bezeichnet 1728 | Fotos hochladen                |
| Kriegerdenkmal                      | Enkenbach, Friedhofstraße Lage                                       | letztes Viertel des 19. Jahrhunderts | Kriegerdenkmal 1870/71; Obelisk aus Rotsandstein, letztes Viertel des 19. Jahrhunderts | weitere Bilder Fotos hochladen |
| Grabmäler                           | Enkenbach, Friedhofstraße, auf dem Friedhof Lage                     | 19. und 20. Jahrhundert              | Grabmal M. Krehbiehl, spätklassizistische Stele, 1839; Grabmal Familie Gebrüder Riess, Jugendstil-Schauwand, Sandstein, Inschrifttafeln Granit, um 1905/10; Grabmal D. F. Müller, gründerzeitliche Rotsandsteinstele, um 1900                    | weitere Bilder Fotos hochladen |
| Protestantische Kirche              | Enkenbach, Kirchenstraße 15 Lage                                     | 1832/33                              | spätklassizistischer Saalbau, 1832/33, neuromanischer Frontturm, fortgeschrittenes 19. Jahrhundert | weitere Bilder Fotos hochladen |
| Hofanlage                           | Enkenbach, Klosterstraße 9 Lage                                      | 1774                                 | Hofanlage; spätbarockes Fachwerkwohnhaus, bezeichnet 1774, Scheune, bezeichnet 1855 | Fotos hochladen                |
| Katholische Pfarrkirche St. Norbert | Enkenbach, Klosterstraße 10 Lage                                     | 13. Jahrhundert                      | ehemalige Klosterkirche St. Maria; spätromanische Gewölbebasilika, nach Abbruch von Klostergebäuden und südlichem Kreuzarm 1707/08 mit Turm über Vorhalle wiederhergestellt, 1876/77 südlicher Kreuzarm und Chor in romanischen Formen aufgebaut | weitere Bilder Fotos hochladen |
| Brunnen                             | Enkenbach, Ludwigshohl, Ecke Neuhohl Lage                            | vor 1835                             | Ziehbrunnen, wohl vor 1835 | Fotos hochladen                |
| Alten- und Pflegeheim               | Enkenbach, nördlich des Ortes an der B 48 (Untere Eselsmühle 1) Lage | 1906                                 | ehemaliges protestantisches Kindererholungsheim; herrenhausartiger neubarocker Mansardwalmdachbau, Turmrisalit, bezeichnet 1906 | Fotos hochladen                |
| Hahnerhof                           | Enkenbach, nördlich des Ortes an der B 48 Lage                       | Mitte des 19. Jahrhunderts           | Vierseithof, im Wesentlichen aus der Mitte des 19. Jahrhunderts; Wohnhaus und Scheune einfirstartig, langgestreckte Stallung | Fotos hochladen                |
| Obere Eselsmühle                    | Enkenbach, nördlich des Ortes an der B 48 (Obere Eselsmühle 1) Lage  | 18. Jahrhundert                      | Hofanlage; Mühle und Wohnhaus unter einem (Walm-)Dach, im Kern vielleicht aus dem 18. Jahrhundert, heutiges Erscheinungsbild vor allem aus dem 19. Jahrhundert                                                                                   | Fotos hochladen                |
| Hofanlage                           | Enkenbach, südwestlich des Ortes (Daubenbornerhof 5) Lage            | 1781                                 | Vierseithof; spätbarockes Einfirsthaus, teilweise Fachwerk, bezeichnet 1781 und 1868 | BW                             |